# Condado de Crasna
Crasna (em húngaro: Kraszna vármegye) foi um condado administrativo histórico (comitato) do Reino da Hungria centrado ao longo do rio Crasna.